# Alessandra Negrini
Alessandra Vidal de Negreiros Negrini, née le 29 août 1970 à São Paulo, est une actrice brésilienne de télévision et de cinéma.

## Filmographie

### Télévision
- 1993 : Olho no Olho : Clara
- 1993 : Retrato de Mulher : Bruna
- 1994 : Você Decide : épisode Anjo Vingador
- 1995 : Engraçadinha... Seus Amores e Seus Pecados : Engraçadinha
- 1995 : Cara e Coroa : Natália Santoro
- 1996 : A Comédia da Vida Privada : épisode O Grande Amor da Minha Vida
- 1997 : La Beauté du diable : Paula Novaes
- 1998 : Meu Bem Querer : Rebeca Maciel
- 2000 : A Muralha : Isabel Olinto
- 2000 : Brava Gente : Natália
- 2001 : Os Normais : Sílvia (épisode Estresse é Normal)
- 2002 : Desejos de Mulher : Selma Dumont
- 2003 : Celebridade : Marília Prudente da Costa
- 2003 : Sítio do Pica-Pau Amarelo : Rapunzel
- 2006 : JK : Yedda Ovalle Schidmt
- 2007 : Paraíso Tropical : Paula Viana Bastos / Taís Grimaldi
- 2010 : As Cariocas : Marta
- 2010 : Tal Filho, Tal Pai : Barbara Leão
- 2012 : Lado a Lado : Catarina Ribeiro
- 2014 : Boogie Oogie : Susana Bueno
- 2021 : La Cité invisible : Inês
- 2022 : Travessia : Guida Sampaio

### Cinéma
- 1997 : Quatre jours en septembre (O que é isso, companheiro ?) de Bruno Barreto : Lilia
- 2001 : Um Crime Nobre de Walter Lima Jr. : Mônica Andrade
- 2004 : Sexo, Amor e Traição de Jorge Fernando : Andréa
- 2007 : Cleópatra de Julio Bressane : Cleópatra
- 2008 : Os Desafinados de Walter Lima Jr. : Luiza
- 2008 : L'Herbe du rat (A Erva do Rato) de Julio Bressane et Rosa Dias : Ela
- 2011 : Violeta de José Eduardo Belmonte : Violeta

- 2011 : La Falaise argentée (O Abismo prateado) de Karim Aïnouz : Violeta
- 2012 : 2 coelhos de Afonso Poyart : Júlia
- 2013 : O Gorila de José Eduardo Belmonte : Rosalinda